# 59-я танковая дивизия (СССР)
59-я отдельная танковая дивизия — воинское соединение Красной армии Вооружённых Сил СССР в Великой Отечественной войне.
Условное наименование — войсковая часть (в/ч) № 8600.
Сокращённое наименование — 59 отд.

## История дивизии
Сформирована на станции Завитая Амурской железной дороги в период март — май 1941 года на базе 43-й легкотанковой бригады, 264-го стрелкового полка, 114-го артиллерийского полка и 31-й кавалерийской дивизии. Общая численность — 11562 человека. Директивой Начальника Генерального штаба № 596/знгш от 25 июня 1941 года в период с 27 по 30 июня 1941 года в 26 железнодорожных эшелонах отправлена на запад. 14 июля 1941 года дивизия прибыла на Белорусский вокзал города Москва и своим ходом передислоцировалась в район сосредоточения Кубинка — Головеньки, где из её состава были сформированы 108-я и 109-я танковые дивизии, общей численностью по 6561 человек.

## Полное название
59-я танковая дивизия

## Подчинение
| Дата              | Фронт (округ)         | Армия     | Корпус (группа) | Примечания |
| ----------------- | --------------------- | --------- | --------------- | ---------- |
| 22 июня 1941 года | Дальневосточный фронт | 2-я армия |                 |            |

## Состав
- 118-й танковый полк, в/ч 6024
- 119-й танковый полк, в/ч 6007
- 59-й мотострелковый полк, в/ч 6046 (к-р майор Я. Я. Вербов)
- 59-й гаубичный артиллерийский полк
- 59-й отдельный зенитно-артиллерийский дивизион, в/ч 6026
- 59-й разведывательный батальон, в/ч 8375
- 59-й понтонно-мостовой батальон, в/ч 5911
- 59-й отдельный батальон связи, в/ч 6051
- 59-й медико-санитарный батальон, в/ч 6249
- 59-й автотранспортный батальон, в/ч 5913
- 59-й ремонтно-восстановительный батальон, в/ч 6130
- 59-я рота регулирования, в/ч 6048
- 59-й полевой автохлебозавод, в/ч 6316[1]
- ??-я полевая почтовая станция
- ??-я полевая касса Госбанка

## Укомплектованность
- На 1 мая 1941 года: 371 БТ, Т-26, 5 лёгких бронеавтомобилей, 23 легковых автомобилей и пикапов, 153 ГАЗ-АА и ГАЗ-ААА, 310 ЗИС-5 и ЗИС-6, 96 автобензоцистерн, 102 прочих автомобиля, 17 тракторов «Ворошиловец», «С-2», «Коминтерн», 65 прочих тракторов, 37 мотоциклов.

## Командование дивизии
- Командир — полковник Чернобай, Семён Панкратьевич (11.03.1941 — 15.07.1941)[2];
- Военный комиссар — бригадный комиссар Гришин, Пётр Григорьевич (06.03.1941 — 12.07.1941)[3];
- Заместитель начальника отдела политпропаганды — батальонный комиссар Панкратов Николай Арсеньевич (06.03.1941 — 12.07.1941)[3][1]